# Lista războaielor în care a fost implicată Serbia
Aceasta este o listă a războaielor care au implicat Serbia.

## Principatul Serbiei (1815-1882)
| Conflict                             | Combatant 1                                                        | Combatant 2     | Rezultat                           |
| ------------------------------------ | ------------------------------------------------------------------ | --------------- | ---------------------------------- |
| Rebeliunea de la Niš (1821)          | Rebeli sârbi                                                       | Imperiul Otoman | Înfrângere - Înăbușirea rebeliunii |
| Rebeliunea de la Niš (1841)          | Rebeli sârbi                                                       | Imperiul Otoman | Înfrângere - Înăbușirea rebeliunii |
| Răscoala din Herțegovina (1875–1877) | Rebeli sârbi · Principatul Serbiei · Muntenegru                    | Imperiul Otoman | Înfrângere                         |
| Războiul Ruso-Turc (1877–1878)       | Imperiul Rus · Principatul Serbiei · Regatul României · Muntenegru | Imperiul Otoman | Izbândă                            |

## Regatul Serbiei (1882–1918)
| Conflict                            | Combatant 1 | Combatant 2 | Rezultat |
| ----------------------------------- | --- | --- | --- |
| Războiul sârbo-bulgar (1885)        | Regatul Serbiei | Regatul Bulgariei | Înfrângere - Unificarea Bulgariei |
| Primul Război Balcanic (1912-1913)  | Regatul Serbiei Regatul Muntenegrului Regatul Bulgariei Regatul Greciei | Imperiul Otoman | Izbândă - Tratatul de la Londra |
| Al Doilea Război Balcanic (1913)    | Regatul Serbiei · Regatul Greciei · Regatul României · Regatul Muntenegrului · Imperiul Otoman | Regatul Bulgariei | Izbândă - Tratatul de la București |
| Primul Război Mondial (1914 - 1918) | Puterile Antantei: Franța Imperiul Britanic Imperiul Rus (1914-17) Italia (1915-18) Statele Unite (1917-18) Serbia Regatul României (1916-18) Imperiul Japonez Belgia Portugalia (1916-18) Regatul Greciei (1917-18) Regatul Muntenegrului Siam (1917-18) China (1917-18) Legiunile Cehoslovace Brazilia ...și alții | Puterile Centrale: Imperiul German Austro-Ungaria Imperiul Otoman Bulgaria (1915-18) Cobeligeranți: Darfur (1914-16) Statul Derviș Emiratul Jabal Shammar ...și alții | Izbândă Victoria Antantei - Unirea Transilvaniei și Basarabiei cu România - Destrămarea imperiului rus (Revoluția și crearea URSS) - Imperiul German (Prăbușirea economică, apariția nazismului și începerea celui de Al Doilea Război Mondial), - Imperiul Otoman (Revoluția lui Kemal Atatürk și modernizarea Turciei) - Austro-Ungaria (Dezmembrare) - Apariția unor noi state în Europa Centrală și Răsăriteană. |